# オーシカ
株式会社オーシカは、東京都板橋区に本社を置き、接着剤、工業薬品、合板、木材加工品などの製造販売を行っている企業である。

## 概要
合板用接着剤で国内初めてメラミン樹脂接着剤を用いた高度な耐水性を有するタイプⅠ合板を開発し製品化した。合板用接着剤をはじめ、現在では住宅資材を製造する工業接着剤、建築現場で住宅組み立てを行う現場施工用接着剤や木材用の防蟻剤、保護剤、欠点補修剤、接着剤及び工業薬品を供給している。

## 沿革
接着剤とのかかわりは、1929年（昭和4年）頃から輸入カゼインをベニヤ業界向けに販売。その後1937年（昭和11年）には名古屋にベニヤグルーを設立、東北帝大教授であった佐藤定吉がアメリカから持ち帰った技術をもとに大豆グルーの製造に着手したが、こうした事業は戦争により一旦中断した。
- 1905年 - 大鹿由太郎により大鹿商会の名称で創業[3]
- 1943年 - 東京都板橋区で大鹿振興を設立[3]
- 2001年 - 大鹿振興をオーシカに社名変更[3]

- グリーンウォール（北海道由仁町の建材メーカー）と共同で、加工性を改善した住宅外壁材用接着剤（ＴＭ－１２８）を開発した[4]。2011年6月、この商品に関するフォーラムがゆにガーデンで開催され、札幌や室蘭などの木材加工の企業関係者約50人が参加した[4]。この接着剤を使用することにより、従来必要であった高周波の照射が不要となり、加工機械のコストダウンに成功し、電気使用量が大幅に減る上、機械の維持管理も簡単になるとした[5]。
- NPO法人木材・合板博物館（東京都江東区）では、2011年1月接着剤コーナーの展示を拡充した。展示物の作成には、同社やアイカ工業（愛知県清須市）などが協力した[6]。